# الرموز في الكتاب المقدس

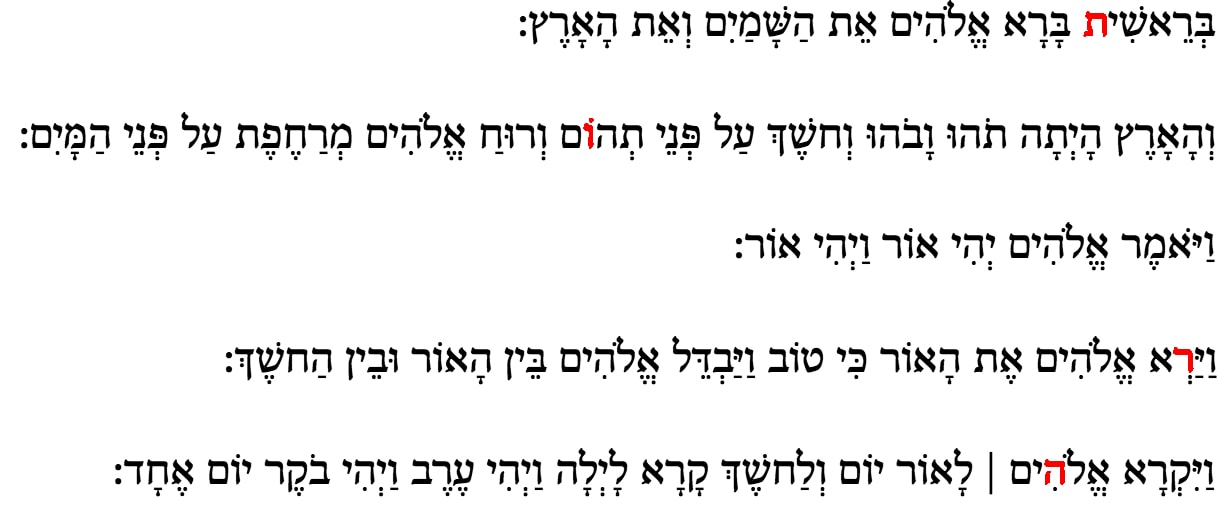

الرموز في الكتاب المقدس أو الرموز في التوراة هي مجموعة من الرسائل السرية المزعومة المخفية داخل النص العبري للتوراة. وقد وصفت هذه الرموز المخفية بأنها وسيلة من الوسائل يمكن من خلالها تحديد رسائل محددة في النص، أو الكشف عن رسائل غامضة.

## وصلات خارجية
- Notarikon Codes in the Bible according to Kabalah
- The Bible Code, transcript of a story which aired on BBC Two, Thursday November 20, 2003, featuring comments by Drosnin, Rips, and McKay.